# Grintovec
Le Grintovec (parfois Grintavec) est un sommet des Alpes, à 2 558 mètres, point culminant des Alpes kamniques, en Slovénie.

## Géographie
Avec une hauteur de culminance de 1 706 mètres c'est un sommet ultra-proéminent, placé second en Slovénie derrière le Triglav et en vingt-quatrième place des Alpes. Il est situé dans la partie occidentale de l'ensemble central. Le versant ouest s'élève au-dessus du vallon Dolci, qui rejoint la vallée de la Kokra, et qui sépare le Grintovec du Jezerska Kočna. Le versant sud se compose de la face sud et de la face sud-est. La face sud, descendant vers la vallée de la Kokra, s'appelle Streha (« le toit ») dans sa partie supérieure, sa forme triangulaire étant bien reconnaissable à distance. La face sud-est est bordée à l'est par une crête nommée Dolge stene (« les longues parois ») qui s'éteint au col Kokrsko sedlo. Au-dessus de la vallée de Kamniška Bistrica, le versant est descend vers la haute-terrasse karstique Veliki podi. Il est bordé par la crête nord-est qui descend jusqu'au col Mlinarsko sedlo, reliant le Grintovec au Dolgi Hrbet. La face nord s'élève abruptement au-dessus des terrasses glaciaires Ravni dans la partie supérieure de la vallée de Ravenska Kočna, la crête nord-ouest descendant jusqu'à la longue brèche Dolška škrbina, à l'ouest de laquelle s'élève le Jezerska Kočna.

## Ascension
Presque une trentaine de voies d'alpinisme ont été ouvertes en face nord, d'un dénivelé entre 150 m et 400 m, pour moins d'une quinzaine ouverts dans les versants sud-est et est, incluant les Dolge stene. La voie normale (sud-est) part du refuge Cojzova koča. C'est un chemin de randonnée alpine estivale « facile », et c'est également la voie habituelle en hiver, aussi partagée par les skieurs. Une course de montagne annuelle comptant pour la Coupe du monde se déroule le long de cette voie. La course part de la vallée de Kamniška Bistrica, le dénivelé étant ainsi de 1 950 m. D'une manière typiquement alpine, les deux accès nord sont soutenus et souvent exposés, mais toujours aménagés en via ferrata en cas de difficulté. Tous deux sont au départ du refuge Češka koča à la terrasse Ravni. L'un suit la crête nord-ouest en passant par la brèche Dolska škrbina qui sépare le Grintovec du Jezerska Kočna, les deux sommets étant souvent enchainés. L'autre, à l'est de la face, rejoint d'abord le col Mlinarsko sedlo, avant de suivre la crête nord-est. Le col Mlinarsko sedlo peut aussi être joint depuis l'est, soit en venant du Skuta ou du Dolgi hrbet, soit en traversant la haute terrasse Veliki podi. Le refuge-bivouac Pavle Kemperle est au pied du versant est du Grintovec, en bordure de la haute-terrasse Veliki podi.